# 高山懸鉤子
高山懸鉤子（学名：Rubus rolfei）为薔薇科懸鉤子屬下的一个种。